# Zimny Potok (dopływ Jasienicy)
Zimny Potok (do 1945 niem. Kalte Bach) – niewielki ciek wodny wypływający z Puszczy Wkrzańskiej, na południe od Trzeszczyna. W swoim górnym odcinku, przed Trzeszczynem, dużą część roku jest wyschnięty. Pełni funkcję kanału melioracyjnego dla podmokłych łąk w rejonie Zakładów Chemicznych w Policach.